# Desert costaner de la Mar Roja
El Desert costaner de la Mar Roja és una ecoregió terrestre pertanyent al bioma Deserts i matollars xeròfils de la zona afrotròpica. de desert rocós de 56.300 quilòmetres quadrats d'extensió. Ocupa la gairebé tota la costa egípcia del mar Roja i la meitat nord de la costa sudanesa.
La part egípcia limita a l'oest amb l'ecoregió denominada desert del Sàhara, mentre que la sudanesa ho fa amb l'estepa i sabana arbrada del Sàhara meridional i conté uns petits enclavaments de selva montana d'Etiòpia. Al sud, limita amb la sabana d'acàcies del Sahel.

## Flora
En aquesta ecoregió només sobreviuen espècies vegetals resistents a la salinitat i la sequera i, al llarg dels uadis de l'interior, algunes espècies resistents d'acàcia.

## Estat de conservació
L'estat és vulnerable.